# Benny Morris

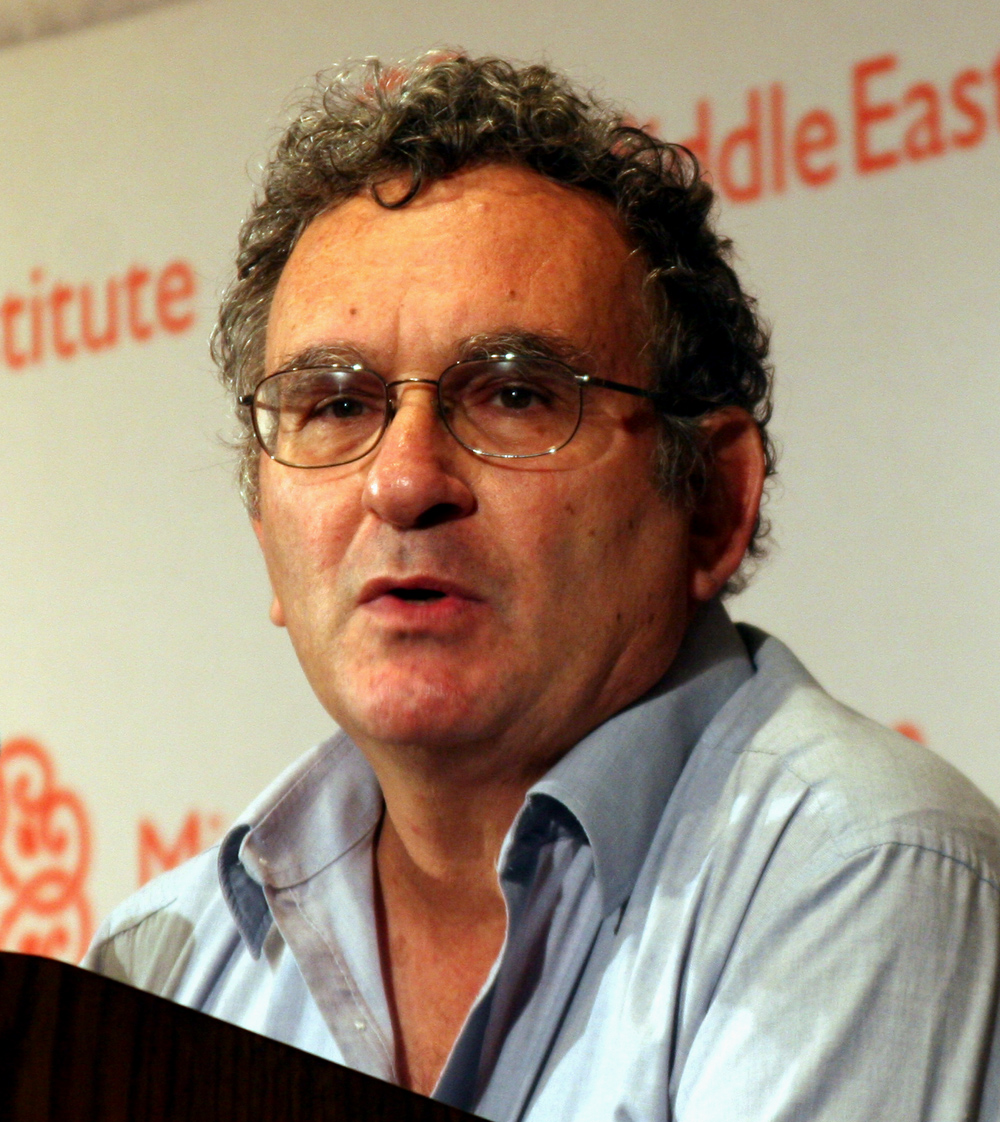
Benny Morris

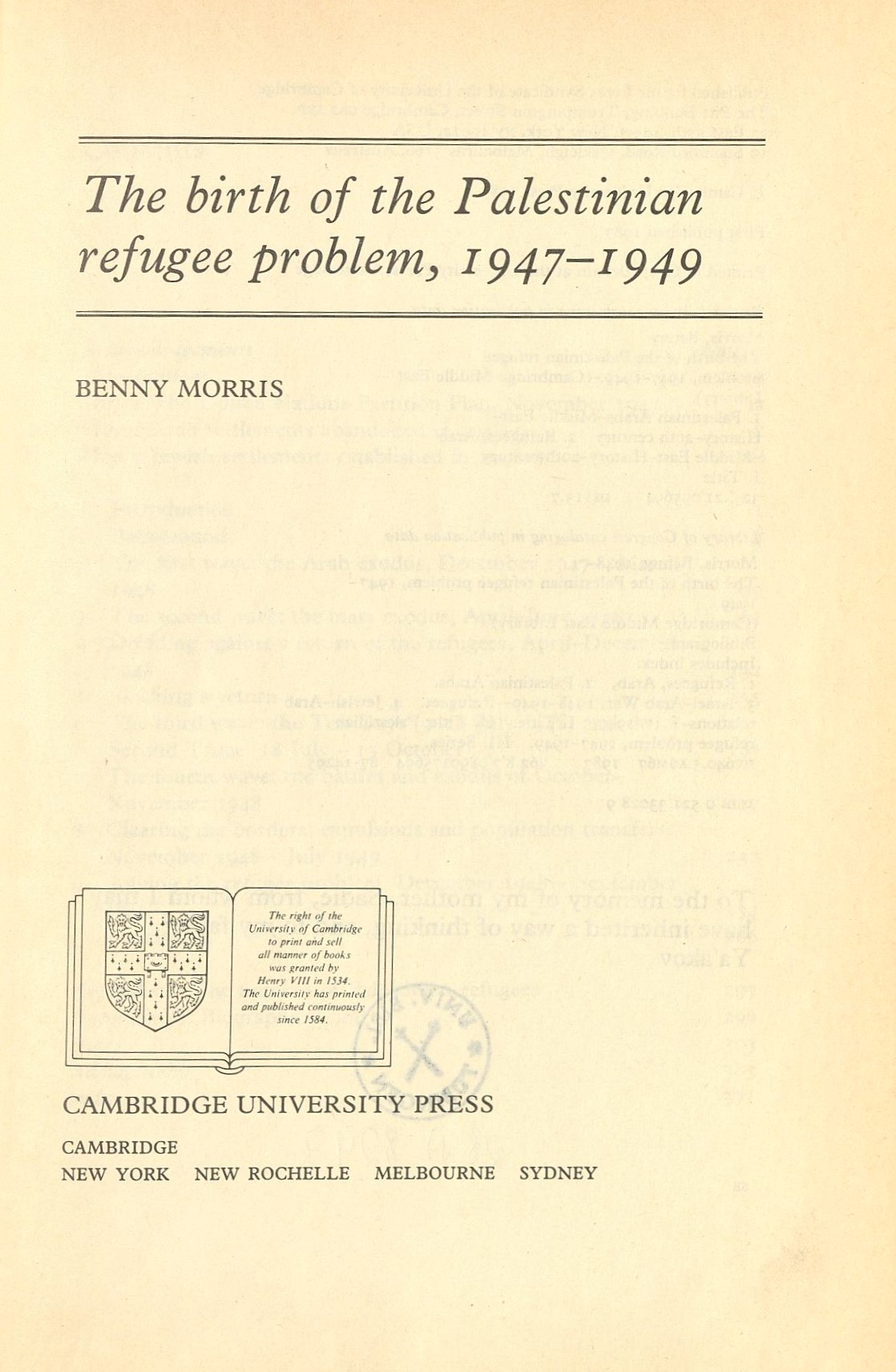
The Birth of the Palestinian Refugee Problem, 1947–1949

Benny Morris (* 8. Dezember 1948 in En HaChoresch) ist ein israelischer Historiker. Er gilt als einer der einflussreichsten und produktivsten der Neuen israelischen Historiker, einer Gruppe von Wissenschaftlern, die die gängige Geschichtsschreibung Israels und des Zionismus in Frage stellen.

## Leben
Benny Morris ist ein Sohn des Jaakov Morris und der Journalistin Ralene „Sadie“ Levy. Seine Eltern, Mitglieder von HaSchomer HaTzair, waren 1947 aus Großbritannien ins Land gekommen und zählten zu den Gründern des Kibbuz Jas'ur. 1949 zog die Familie nach Jerusalem um. 1957 wurde sein Vater als israelischer Diplomat nach New York versetzt. Die Familie lebte dort zunächst für vier Jahre und dann ab 1963 noch einmal für zwei Jahre.
Nach der Schule wurde Morris zu den Fallschirmjägern eingezogen. Im Sechstagekrieg wurde sein Reservebataillon an der Golanfront eingesetzt, nahm aber nicht aktiv am Krieg teil. 1969 erlitt Morris im Abnutzungskrieg am Sueskanal eine Granatsplitterverletzung und wurde vier Monate später aus dem Militär entlassen.
Er nahm danach ein Geschichtsstudium an der Hebräischen Universität von Jerusalem auf und wurde an der Universität Cambridge promoviert. Seine Doktorarbeit beschäftigt sich mit den britisch-deutschen Beziehungen.
Nach seiner Rückkehr nach Jerusalem arbeitete er zwölf Jahre für die Jerusalem Post und forschte in der Freizeit in israelischen Regierungsarchiven zur Geschichte des Palmach. Nachdem ihm der Zugang zu diesen Archiven schließlich verwehrt wurde, beschäftigte er sich mit dem palästinensischen Flüchtlingsproblem infolge des Krieges von 1948 und veröffentlichte 1988 in der Cambridge University Press eine detailreiche Forschungsarbeit zu dem Thema The Birth of the Palestinian Refugee Problem, die ihn bekannt machte. Im gleichen Jahr kam er für drei Monate in Haft, weil er sich weigerte, in den besetzten Gebieten Reservedienst zu leisten.
Als Conrad Black 1990 die Jerusalem Post übernahm, wurde Morris mit fünfunddreißig anderen linken Journalisten entlassen. Danach arbeitete er als freiberuflicher Historiker. In dieser Zeit veröffentlicht er weitere Bücher.
Im Jahr 1997 wurde er als Professor für Nahoststudien an die Ben-Gurion-Universität von Be’er Scheva berufen.
2005 übernahm er eine Gastprofessur an der University of Maryland in College Park.
Im Wintersemester 2010/2011 war Benny Morris Allianz-Gastprofessor für Islamische und Jüdische Studien an der Ludwig-Maximilians-Universität München, am Lehrstuhl für jüdische Geschichte und Kultur.
Morris ist verheiratet und hat drei Kinder sowie neun Enkel.

## Positionen
In seinem Buch The Birth of the Palestinian Refugee Problem, 1947–1949 (1988) schreibt Morris, die geschätzten 700.000 palästinensischen Flüchtlinge des Palästinakrieges hätten ihre Häuser 1947 meist deshalb verlassen, weil sie fürchteten, ins Kreuzfeuer zu geraten, oder Angst vor israelischen Aktivitäten hatten, aber nicht wegen eines existierenden Vertreibungsplanes. Dies war zum Zeitpunkt der Veröffentlichung eine sehr umstrittene Position. Der offizielle israelische Standpunkt war, die Palästinenser hätten (ausschließlich) freiwillig oder nach Druck und Ermutigung durch palästinensische oder arabische Führer ihre Häuser verlassen.
Zu Beginn des Buches veranschaulicht Morris mit einer Karte das palästinensische Flüchtlingsproblem. Laut seiner Karte wurden 228 Dörfer wegen des Angriffs israelischer Truppen evakuiert, aus 41 Dörfern wurden die Bewohner von militärischen Einheiten vertrieben, und aus 90 Dörfern flohen die Dorfbewohner in Panik, nachdem andere Dörfer angegriffen worden waren. Nur 6 Dörfer wurden laut dieser Darstellung von ihren Bewohnern verlassen, weil örtliche arabische Führer sie dazu aufforderten. Zu 46 weiteren Dörfern konnte er keine Angaben machen.
Zur selben Zeit dokumentierte Morris mögliche Gewalttaten der israelischen Armee, einschließlich mutmaßlicher Fälle von Vergewaltigung, Folter und ethnischer Säuberung.
In seinem Buch The Birth of the Palestinian Refugee Problem Revisited (2004) änderte er die Perspektive und schrieb nun die Hauptverantwortung jüdischen militärischen Verbänden zu. Morris schreibt, solche Verbände seien für Massaker verantwortlich gewesen, denen viel mehr Palästinenser zum Opfer fielen als bisher angenommen. Die Vertreibung von Palästinensern sei geteiltes Ziel der Hauptverantwortlichen der jüdischen Führung der Zeit gewesen. Israels erster Ministerpräsident David Ben-Gurion habe nach der Aussage des israelischen Politikers Aharon Cohen 1948 Befehle zur Zerstörung von palästinensischen Dörfern gegeben. In der Version von 2004 unterstreicht Morris, die jüdische Führung habe bereits vor der Staatsgründung so wenige Araber wie möglich in den eroberten Gebieten haben wollen. Aus demographischen Gründen hätte sie gewollt, dass so viele Palästinenser wie möglich flüchteten. Die Palästinenser seien eine politisierte, bewaffnete Gemeinschaft gewesen, die sich dem Kampf gegen Israel verpflichtet fühlte.
Morris wurde früher als Vertreter der israelischen radikalen Linken angesehen und wurde als „Israelhasser“ bezeichnet. Später zeigte sich seine Desillusionierung mit dem Friedensprozess an immer kritischeren Aussagen, die eher mit dem konservativen politischen Spektrum in Verbindung gebracht werden. Er selbst fühlt sich weiterhin der Linken zugehörig.
In einem Interview von Ari Shavit in Haaretz (Januar 2004) sagte Morris unter Bezugnahme auf die Entwicklung seiner Ideen seit den Ausbrüchen palästinensischer Gewalt gegen Israelis nach der Unterzeichnung der Verträge von Oslo:
„Die Bombenangriffe auf Busse und Restaurants haben mich wirklich erschüttert. Durch sie habe ich die Tiefe des Hasses gegen uns verstanden. Durch sie habe ich verstanden, dass uns die palästinensische, die arabische und die muslimische Gewalt gegen ein jüdisches Leben hier an den Rand der Vernichtung gebracht hat. Ich betrachte Selbstmordattentate nicht als isolierte Handlungen. Sie drücken einen tief liegenden Willen des palästinensischen Volkes aus. Das ist, was die Mehrheit der Palästinenser wollen. Sie wollen, dass was mit dem Bus geschah, mit uns allen geschieht.“
In demselben Interview erklärte Morris seine gewandelte Haltung zu der von ihm untersuchten Vertreibung der palästinensischen Bevölkerung:
„Ben-Gurion hatte recht. Wenn er nicht getan hätte, was er getan hat, wäre kein jüdischer Staat entstanden. […] Ich glaube nicht, dass die 1948er Vertreibungen Kriegsverbrechen waren. Man kann kein Omelett machen, ohne Eier zu zerbrechen. Man muss sich die Hände dreckig machen.“
Morris ging sogar noch weiter und behauptete, Israel hätte damals einen kompletten Transfer der arabischen Bevölkerung bis zum Jordan durchführen sollen. Dies hätte Israel für Jahrzehnte stabilisiert. Die arabische Minderheit in Israel bezeichnete Morris als „Zeitbombe“ und verglich sie mit einem „Serienmörder“.
Er sagte:
„Man muss so etwas wie einen Käfig für sie [die Palästinenser] bauen. Ich weiß, das klingt schrecklich. Es ist wirklich grausam. Aber wir haben keine Wahl. Da draußen ist ein wildes Tier, das irgendwie eingesperrt werden muss, auf die eine oder andere Art.“
In seinem Buch One State Two States wirft Morris der palästinensischen Elite vor, die postulierte säkular-demokratische Ordnung des zukünftigen palästinensischen Staates aus rein taktischen Gründen gegenüber westlichem Publikum vorzuschieben. Das eigentliche Ziel sei die Errichtung eines autoritär-islamisch-fundamentalistischen Regimes, welches weiterhin die Vernichtung Israels zum Ziel habe.
Bei einer Veranstaltung an der Universität Wien Anfang Mai 2008 rief Benny Morris zu einem Präventivschlag gegen den Iran auf: „Mit konventionellen Waffen. Und wenn das nicht reicht, dann mit unkonventionellen. […] Viele unschuldige Menschen würden dabei sterben“, sagte Morris. Aber das sei immer noch besser als ein nuklearer Holocaust in Israel. In einem Interview mit der österreichischen Zeitung Der Standard behauptete Morris, nur ein atomarer Präventivschlag seitens Israels könne das iraniasche Atomprogramm stoppen.
Im August 2023 unterzeichnete Morris den Appell The Elephant in the Room, in dem die israelische Besatzung der palästinensischen Gebiete kritisiert und der Status der Palästinenser mit der Apartheid verglichen wird.
Im Juni 2024 rief Morris zu einem sofortigen Angriff – auch mit Atomwaffen – gegen den Iran auf:
»Israel muss jetzt den Iran angreifen, um zu überleben. Wenn Israel nicht in der Lage ist, das iranische Atomprojekt mit konventionellen Waffen zu zerstören, hat es möglicherweise keine andere Wahl, als auf seine nicht-konventionellen Fähigkeiten zurückzugreifen. ... Angesichts der derzeitigen Asymmetrie der Kapazitäten der beiden Länder gibt es keinen besseren Zeitpunkt als jetzt, um dem Iran einen strategischen Schlag zu versetzen. ... Israel hat vor allem einen Vorteil (...): Es verfügt bereits über ein Atomwaffenarsenal, während der Iran derzeit nur danach strebt, eines zu entwickeln.«
Im November 2024 wiederholte Morris erneut seine Forderung, den Iran sofort anzugreifen.

## Kritik an Morris
Wie die anderen neuen israelischen Historiker sah sich auch Morris als ihre wichtigste Figur starker Kritik von etablierten Historikern ausgesetzt.
Efraim Karsh, Professor für Kriegsstudien am King’s College London, behauptete wiederholt, Morris’ Daten über Kriegsverbrechen der israelischen Armee seien falsch. Andere Historiker hätten dieselben Dokumente untersucht, seien aber zu ganz anderen Schlüssen gekommen. Karsh wies außerdem darauf hin, dass einige Texte aus dem Tagebuch von David Ben-Gurion von Morris falsch wiedergegeben werden. Seitdem stritten sich Karsh und Morris in gegenseitigen Stellungnahmen über diese Fragen und sparten auch nicht an persönlichen Angriffen.
Morris wurde auch von Norman Finkelstein kritisiert, der im dritten Kapitel seines Image and Reality of the Israel-Palestine Conflict (2001) behauptet, Morris habe wiederholt Quellen missinterpretiert, um Mitglieder der israelischen Regierung und Armeeangehörige von Verbrechen gegen Palästinenser freizusprechen. Diese Vorwürfe wurden von Finkelstein vor der überarbeiteten Auflage von Morris’ The Birth of the Palestinian Refugee Problem an diesen gerichtet.

## Schriften (Auswahl)
- Sidney Reilly: Master Spy. Yale University Press, New Haven 2022, ISBN 978-0-300-24826-5.
- mit Dror Ze’evi: The Thirty-Year Genocide: Turkey’s Destruction of Its Christian Minorities, 1894–1924. Harvard University Press, Cambridge 2019, ISBN 978-0-674-91645-6.
- 1948. A History of the First Arab-Israeli War. Yale University Press, New Haven 2008, ISBN 978-0-300-12696-9.
  - auf Deutsch: 1948. Der erste arabisch-israelische Krieg. Übersetzt von Johannes Bruns und Peter Kathmann. Hentrich & Hentrich, Berlin und Leipzig 2023, ISBN 978-3-95565-609-6.
- Correcting a Mistake? Jews and Arabs in Palestine/Israel, 1936–1956. Am Oved, Tel Aviv 2000.
- Righteous Victims: A History of the Zionist-Arab Conflict, 1881–2001. Vintage Books, New York 2001, ISBN 0-679-74475-4.
- 1948 and after. Israel and the Palestinians. Clarendon, Oxford 1994, ISBN 0-19-828784-4.
- Israel’s Border Wars 1949–1956: Arab Infiltration, Israeli Retaliation, and the Countdown to the Suez War. Clarendon, Oxford 1993.
- The Roots of Appeasement. The British weekly press and Nazi Germany during the 1930s. Cass, London 1991, ISBN 0-7146-3417-4.
- mit Ian Black: Israel’s Secret Wars: A History of Israel’s Intelligence Service. Grove Weidenfeld, New York 1991, ISBN 0-8021-1159-9.
  - auf Deutsch erschienen als: Mossad, Shin Bet, Aman – Die Geschichte der israelischen Geheimdienste. Palmyra, Heidelberg 1994, ISBN 3-930378-02-7.
- The Birth of the Palestinian Refugee Problem 1947–1949. Cambridge University Press, Cambridge 1987, ISBN 978-0-521-33028-2
  - The Birth of the Palestinian Refugee Problem Revisited. Cambridge University Press, Cambridge 2004 (aktualisierte Neuauflage).[13]
  - auf Deutsch erschienen als: Die Geburt des palästinensischen Flüchtlingsproblems. Eine Neubetrachtung. Aus dem Englischen übersetzt von Hartmut Lenhard, herausgegeben von der Gesellschaft für kritische Bildung, mit einem Nachwort von Philipp Lenhard, mit einem Interview mit Benny Morris, Hentrich & Hentrich, Belrin 2025, ISBN 978-3-95565-702-4.